# Ray Taylor
Ray Taylor (1 de dezembro de 1888 – 15 de fevereiro de 1952) foi um diretor de cinema e produtor estadunidense. Ele dirigiu 159 filmes entre 1926 e 1949, muitos deles seriados, e o primeiro filme a dirigir foi o seriado de 1926  Fighting With Buffalo Bill.

## Biografia
Ray Taylor começou sua carreira de show-business como um ator e encenador de teatro regional, uma carreira que foi interrompida pelo serviço de exército na Primeira Guerra Mundial. Após sua dispensa aventurou-se em Hollywood, onde conseguiu um emprego com a Fox Film e trabalhou como assistente de direção, muitas vezes com John Ford. Na década de 1920, Taylor foi para a Universal Pictures, onde teve a oportunidade de se tornar um diretor. Sua proficiência impressionou os executivos da Universal o suficiente para uma promoção aos filmes e seriados. Quando o cinema sonoro estreou, Taylor - ao contrário de muitos de seus colegas da era silenciosa – não teve problemas de adaptação às técnicas de filmes sonoros, e de fato sua carreira caminhou mais rápido.
A Universal o colocou na direção em todos os seriados Westerns, e eventualmente o colocou à frente de um dos seus seriados mais populares e carinhosamente lembrados, os seriados sobre Flash Gordon. No entanto, devido a um agravamento de seu problema com a bebida, seu trabalho pelo final dos anos 1930 e início dos anos 1940 foi muitas vezes errático. O diretor William Witney relatou ter obtido seu primeiro crédito como co-diretor no seriado da Republic Pictures, The Painted Stallion, em 1937, porque um dia Taylor estava tão bêbado na hora do almoço durante as filmagens que precisou ser levado para casa, e Witney foi chamado para substituí-lo e terminar o filme.
Taylor formou uma equipe com o igualmente prolífico, mas mais confiável, Ford Beebe, durante seus últimos anos na Universal. Quando o gênero serial começou a diminuir, Taylor voltou a fazer westerns e eventualmente foi contratado pelos Producers Releasing Corp. (PRC), para tentar dar um verniz profissional para seu antigo cowboy Lash La Rue. Quando a série e a estrela da PRC foram para as produções de Ron Ormond, Taylor foi com eles. Taylor retirou-se do negócio em 1949 e morreu em 1952. está sepultado no Forest Lawn Memorial Park (Hollywood Hills).
Seu filho, Ray Taylor Jr., tornou-se assistente de diretor.

## Filmografia parcial
| - Law of the Lash (1947) - Lost City of the Jungle (1946) - The Scarlet Horseman (1946) - The Royal Mounted Rides Again (1945) - Secret Agent X-9 (1945) - The Master Key (1945) - Jungle Queen (1945), foi também produtor associado do seriado. - Mystery of the River Boat (1944) - The Great Alaskan Mystery (1944) - Raiders of Ghost City (1944), foi também produtor associado do seriado. - Adventures of the Flying Cadets (1943) - The Adventures of Smilin' Jack (1943) - Don Winslow of the Coast Guard (1943) - Junior G-Men of the Air (1942) - Gang Busters (1942, co-diretor, com Noel M. Smith) - Don Winslow of the Navy (1942) - Riders of Death Valley (1941) - Sky Raiders (1941) - Winners of the West (1940) - Flash Gordon Conquers the Universe (1940) - Law and Order (1940) - The Green Hornet (1940) - Flying G-Men (1939, co-diretor, com James W. Horne) - Scouts to the Rescue (1939) - The Spider's Web (1938, co-director, com James W. Horne) - Flaming Frontiers (1938) - The Painted Stallion (1937) - Dick Tracy (1937) - Robinson Crusoe of Clipper Island (1936) | - The Vigilantes Are Coming (1936) - The Phantom Rider (1936) - Flash Gordon (1936) (não-creditado) - The Three Mesquiteers, (1936) - Tailspin Tommy in the Great Air Mystery (1935) - The Roaring West (1935) - Chandu on the Magic Island (1935) - Pirate Treasure (1934) - The Return of Chandu (1934) - Perils of Pauline (1933) - Gordon of Ghost City (1933) - The Phantom of the Air (1933) - Clancy of the Mounted (1933) - The Jungle Mystery (1932) - Heroes of the West (1932) - The Airmail Mystery (1932) - Lloyd of the C.I.D. (1932), foi também roteirista do seriado. - Battling with Buffalo Bill (1931) - Danger Island (1931) - Finger Prints (1931) - The Jade Box (1930) - The Ace of Scotland Yard (1929) - The Pirate of Panama (1929) - Tarzan the Mighty (1928) - The Scarlet Arrow (1928) - A Final Reckoning (1928) - The Vanishing Rider (1928) - Whispering Smith Rides (1927) - Fighting With Buffalo Bill (1926) |